# Kowloon
Kowloon (/ˌkaʊˈluːn/; chinês tradicional: 九龍; jyutping: gau2lung4) é uma área urbana de Hong Kong, na China, que compreende a Península de Kowloon e Nova Kowloon 22° 19' N 114° 11' E. Faz fronteira com o Estreito de Lei Yue Mun ao leste, Mei Foo Sun Chuen e a Ilha Ngong Shuen Chau, no oeste, incluindo a Tate's Cairin e Lion Rock Hill, no norte, e o Porto de Vitória, no sul.
Possuía uma população de 2.019.533 habitantes e uma densidade populacional de 43.033/km² em 2006. Kowloon está localizado ao norte da Ilha de Hong Kong e sul da parte continental dos Novos Territórios. A área da península é de aproximadamente 47 km². Kownloon juntamente com a ilha de Hong Kong, contém 48% da população total de Hong Kong.
A sistemática de transcrição Kau Lung ou Kau-lung foi muitas vezes utilizada em nomes de lugares derivados antes da Segunda Guerra Mundial, por exemplo Baía de Kau-lung, em vez de Baía de Kowloon. Outras grafias incluem  Kauloong, Kawloong.

## História
O nome Kowloon decorre dos nove dragões, um termo que se refere às oito montanhas circundantes de Hong Kong, mais um imperador chinês: Kowloon Peak, Tung Shan, Tate's Cairn, Temple Hill, Unicorn Ridge, Lion Rock, Beacon Hill, Crow's Nest e o Imperador Bing (Dinastia Sung).

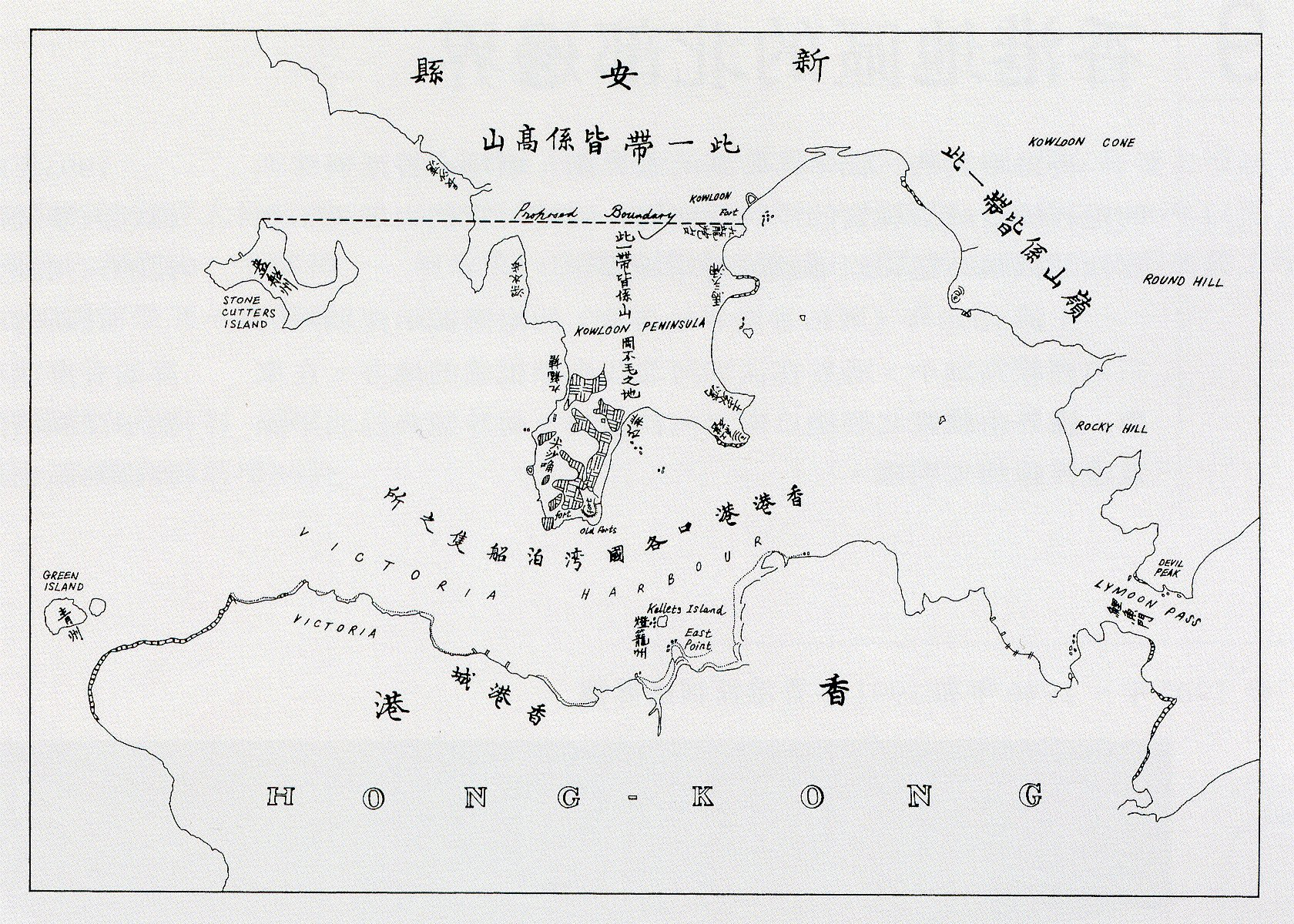
Mapa da Península de Kowloon, cedida na Convenção de Pequim em 1860.

A parte sul de Kowloon Boundary Street, juntamente com a Ilha Stonecutters, foram cedidas pela Dinastia Qing para o Reino Unido, sob a Convenção de Pequim de 1860. Por muitos anos, a área permaneceu muito pouco desenvolvida, usada pelos britânicos, principalmente para expedições e caças a tigres. [carece de fontes?]

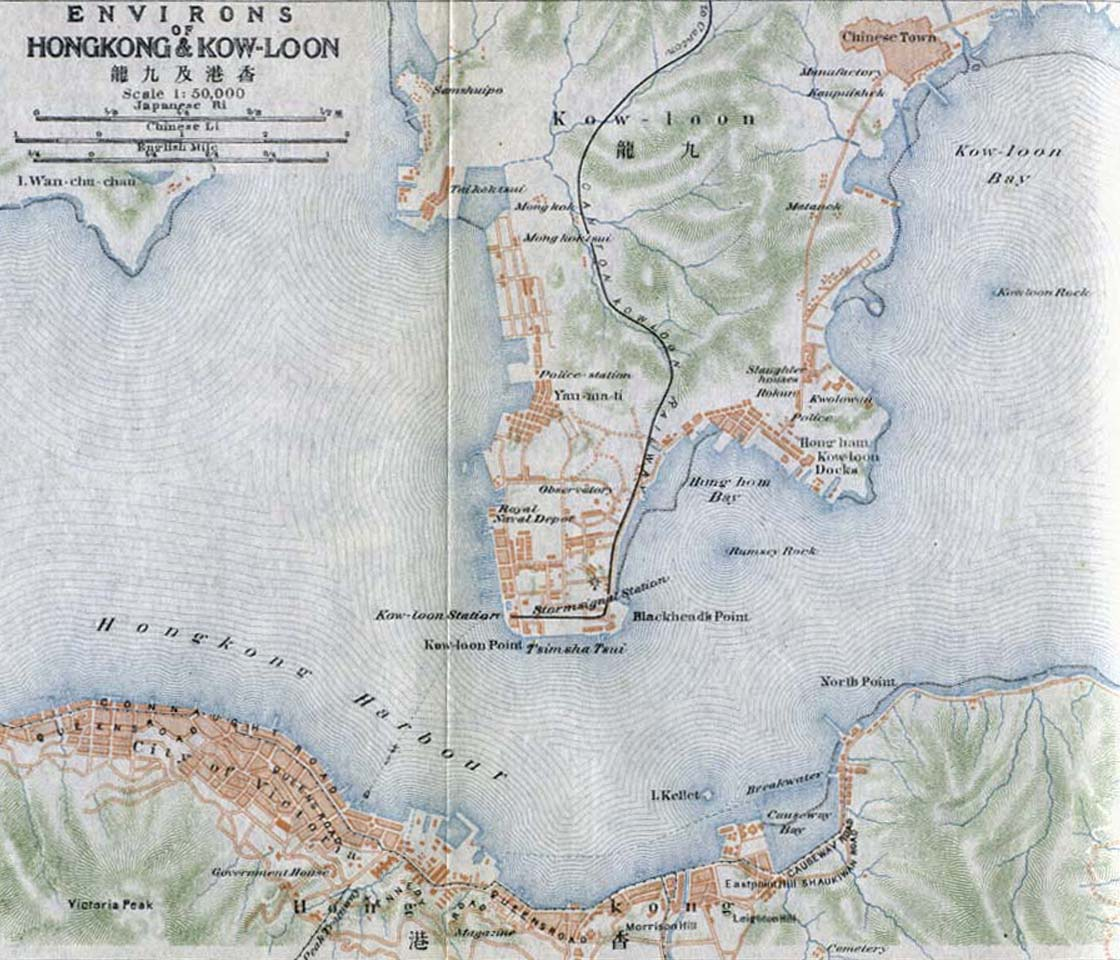
Kowloon em 1915.

A parte norte de Kowloon Boundary Street (Nova Kowloon) foi alugada pelos britânicos como parte dos Novos Territórios, em 1898 por 99 anos. Dentro da Nova Kowloon, Kowloon City refere-se a uma área onde a Cidade murada de Kowloon costumava ser localizada. A Cidade murada de Kowloon em si foi demolida em 1993. A mesma área foi chamada 官富场( pinyin : Guanfuchang), durante a dinastia Song.
Estatutariamente, "Kowloon" é usado para se referir ao sul da área do Boundary Street e da Ilha Stonecutters. "New Kowloon" também se manteve como parte dos Novos Territórios.
Na cultura moderna, no entanto, New Kowloon muitas vezes não é considerada como parte dos Novos Territórios, porém como parte integrante da área urbana Kowloon em ambos os lados da Boundary Street. Para fins fiscais, New Kowloon não é considerado parte de Kowloon e faz parte dos Novos Territórios, como é refletida nos estatutos. Imóveis em New Kowloon estão sujeitos ao pagamento de arrendamentos de terra, como nos Novos Territórios.

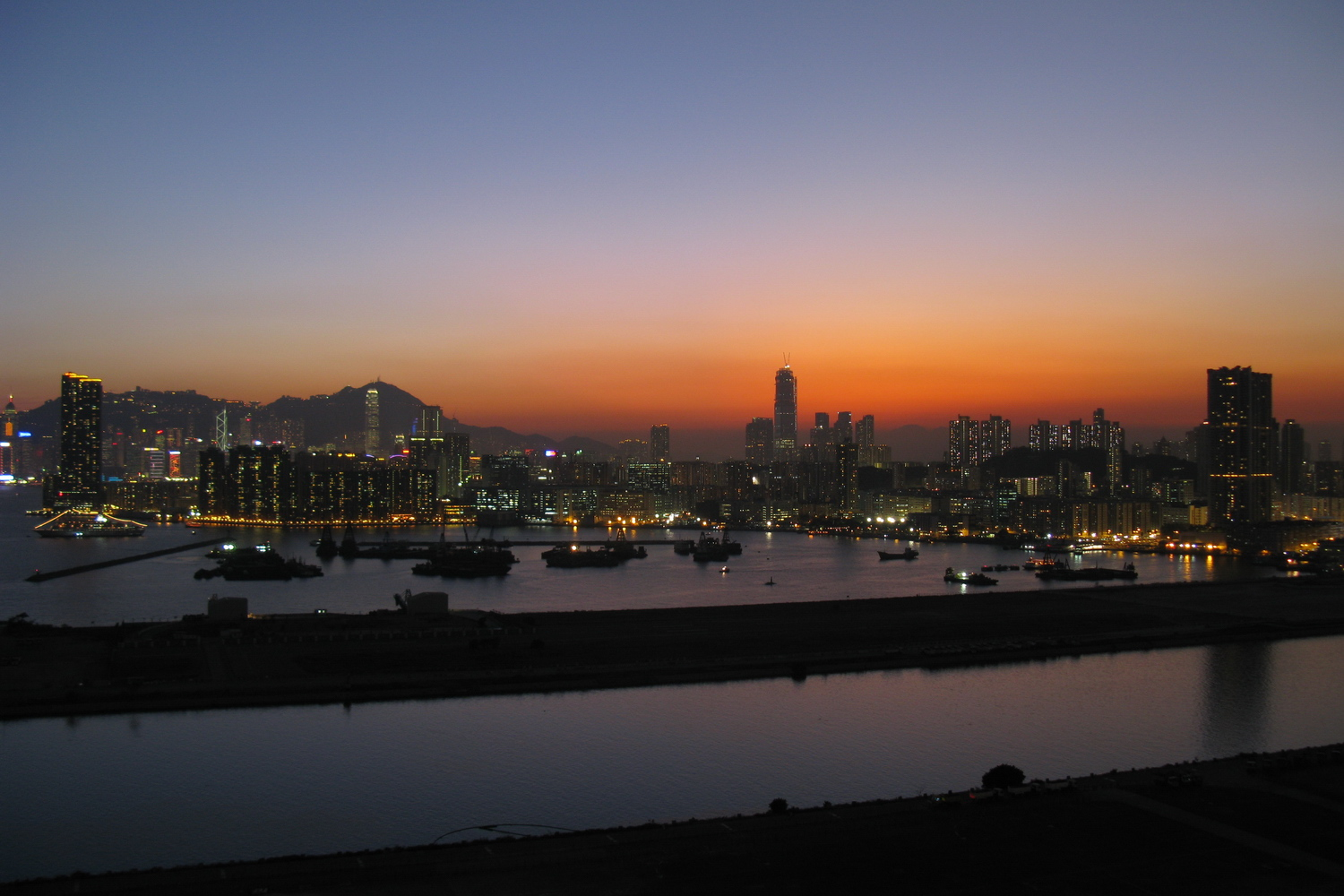
Península de Kowloon ao entardecer.

O desenvolvimento em grande escala de Kowloon começou no início do século XX, com a construção da Kowloon-Canton Railway e da Wharf Kowloon, mas devido a proximidade do Aeroporto Internacional Kai Tak, a construção do edifício foi limitada. Como resultado, em comparação a Ilha de Hong Kong, Kowloon tem um horizonte muito mais baixo. Após a Segunda Guerra Mundial, Kowloon tornou-se extremamente congestionada quando favelas de refugiados da recém-criada República Popular da China deu lugar a conjuntos habitacionais públicos, misturado com residenciais privados, áreas comerciais e industriais.
Kowloon Oeste foi o lar de um estaleiro para a Marinha Real Britânica. A área foi recuperada e hoje é o local de vários desenvolvimentos.

## Administração
- Kowloon City
- Kwun Tong [3]
- Sham Shui Po
- Wong Tai Sin [4]
- Yau Tsim Mong [5]

## Política
Kowloon abrange duas circunscrições geográficas para o Conselho Legislativo de Hong Kong:
- Kowloon Leste incluem Wong Tai Sin e Kwun Tong.
- Kowloon Oeste incluem Yau Tsim Mong, Sham Shui Po e Kowloon City.

## Panorama

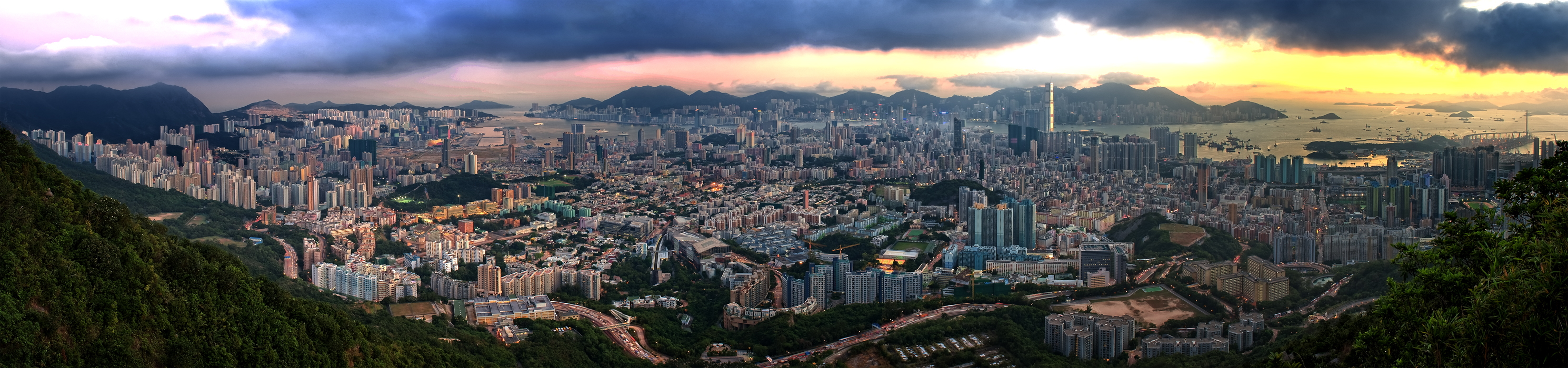
Panorama da Península de Kowloon.